# Tomas Ražanauskas
Tomas Ražanauskas (Vilnius, 7 gennaio 1976) è un allenatore di calcio ed ex calciatore lituano, di ruolo centrocampista, tecnico dello Spartaks Jūrmala.

## Carriera

### Club
Ražanauskas vestì le maglie di Panerys Vilnius, Žalgiris Vilnius, dei russi della Torpedo Mosca, dei connazionali del KAMAZ, degli estoni del Flora, degli svizzeri del Servette (in prestito), nuovamente del Flora e degli svedesi del Malmö.
Passò poi ai norvegesi del Brann, per cui esordì nella Tippeligaen in data 5 luglio 2000, quando sostituì Tommy Knarvik nella sconfitta casalinga per 0-2 contro il Lillestrøm. Il 16 luglio segnò la prima rete in squadra, nel successo per 2-6 sul campo del Viking.
Si trasferì allora ai greci dell'Akratitos, agli svedesi del Trelleborg, ai ciprioti dell'Anorthōsis e tornò poi in Norvegia, per militare nelle file del Pors Grenland, club di Adeccoligaen. Debuttò in squadra il 21 agosto, quando fu titolare nel pareggio a reti inviolate contro il Sogndal.
Tornò poi in patria, per giocare nel Vilnius, prima di lasciare nuovamente il paese e accordarsi con gli azeri dell'İnter Baku. Terminata questa esperienza, si accordò con i lituani dello Žalgiris Vilnius, poi del Vėtra e del Tauras.

### Nazionale
Ražanauskas ha disputato 41 presenze e 7 reti per la Lituania.

## Palmarès

### Club

#### Competizioni nazionali
- Campionato estone: 1

Flora Tallinn: 1997-1998
- Coppa d'Estonia: 1

Flora Tallinn: 1997-1998

### Nazionale
- Coppa del Baltico: 1

1996